# دينياتوم
هي أحدي مدن منتصف العصر البرونزي تقع في احدي المناطق من جنوب ديالي في بلاد الرافدين مصب نهر دجلة من أوبيس وعلى مقربة من الحدود الشمالية عيلام. ومن المحتمل عند أو بالقرب من تل محمد، التي تقع في الجزء الجنوبي الشرقي من بغداد الحديثة. وهو مذكور في قائمة حرمل الجغرافية.